# Benciklán
A benciklán (bencyclane) a cikloalkán-éterek csoportjába tartozó vegyület. 
A gyógyszert érszűkülettel járó egyes betegségek, valamint a gyomor-bélrendszer, epehólyag, húgyhólyag, húgyvezeték görcsös állapotainak kezelésére használják.

## Hatásmechanizmus
A sejthártya kalcium-csatornáit, valamint a sejten belüli kalcium szállítását gátolja, ezáltal perifériás, szív és agy ereinek tágulását és simaizom görcsoldás okoz.

## Javallat
- agyi angiospasticus kórképek
- obliterativ artériás betegségek
- visceralis görcsoldás: gastroenteritisek, fertőzéses és gyulladásos eredetű colitisek, a vastagbél funkcionális betegségei, ulcus ventriculi és duodeni, cholelithiasis
- urológiai kórképek: nephrolithiasis, húgyhólyag tenesmus

## Ellenjavallatok
- benciklán túlérzékenység
- súlyos légzési-, vese- vagy májelégtelenség
- súlyos szívelégtelenség, heveny szívinfarktus, szív ingerületvezetési zavar (AV-blokk)
- epilepszia vagy fokozott görcskészség
- agyvérzés, agyi sérülés az elmúlt 12 hónapban
- terhesség, szoptatás
- prostatahypertrophia

## Mellékhatások
- Gastrointestnalis: szájszárazság, gyomorfájdalom, teltségérzés, hányinger, hányás, hasmenés.
- Idegrendszeri: epilepsziás görcsök (jelentős túladagolás esetén), nyugtalanság, fejfájás, szédülés, járászavar, kézremegés, álmosság, alvászavar, memóriazavar, beszédzavar, hallucináció.
- Allergiás bőrjelenségek.
- Laboratóriumi eltérések: májenzim szint emelkedés, fehérvérsejtszám csökkenés.
- Általános: fáradékonyság, rossz közérzet, testsúlynövekedés.

## Készítmények
- Halidor (EGIS)

## Adagolás
Egyszeri dózis: 1-2 tbl vagy 1-2 amp
Naponta max: 400 mg